# Peleliu (staat)
Peleliu of Beliliou is een van de zestien staten van Palau, bestaande uit het gelijknamige eiland en enkele nabijgelegen kleinere eilanden. De staat ligt ten zuidwesten van het eiland Koror.
Peleliu heeft een oppervlakte van 13 km². In 2005 woonden er 702 mensen, waarmee het de op twee na grootste staat van Palau is. De meeste inwoners wonen in de hoofdplaats Kloulklubed aan de noordkust van het eiland Peleliu. Er zijn nog vier andere dorpen, die alle drie op het hoofdeiland liggen: Koska net bezuiden Kloulklubed, Imelechol in het noordoosten, Ongeuidel in het noorden en Lademisang in het zuiden.
Peleliu was het toneel van de bijzonder zware Slag om Peleliu in de Tweede Wereldoorlog en is een herdenkingsplaats voor zowel Japanse als Amerikaanse veteranen. Veel soldaten stierven bij deze slag op de stranden en in de grotten van Peleliu. Veel militaire objecten uit die tijd, waaronder de landingsbaan (zie verder), bestaan nog. Vlak voor de kust zijn scheepswrakken te vinden.

## Geografie

### Baaien
- Mesubedumail
- Mocheingel

### Eilanden
- Ngabad
- Ngaregeu
- Ngergol
- Ngesebus
- Ngurungor
- Peleliu (voor zover bekend enige bewoonde eiland)
- Ruriid
- Tientallen andere — veelal minuscule — eilanden

### Schiereilanden en kapen
- Bai
- Bkul a Omruchel
- Ngermoket
- Omidkill

## Vervoer

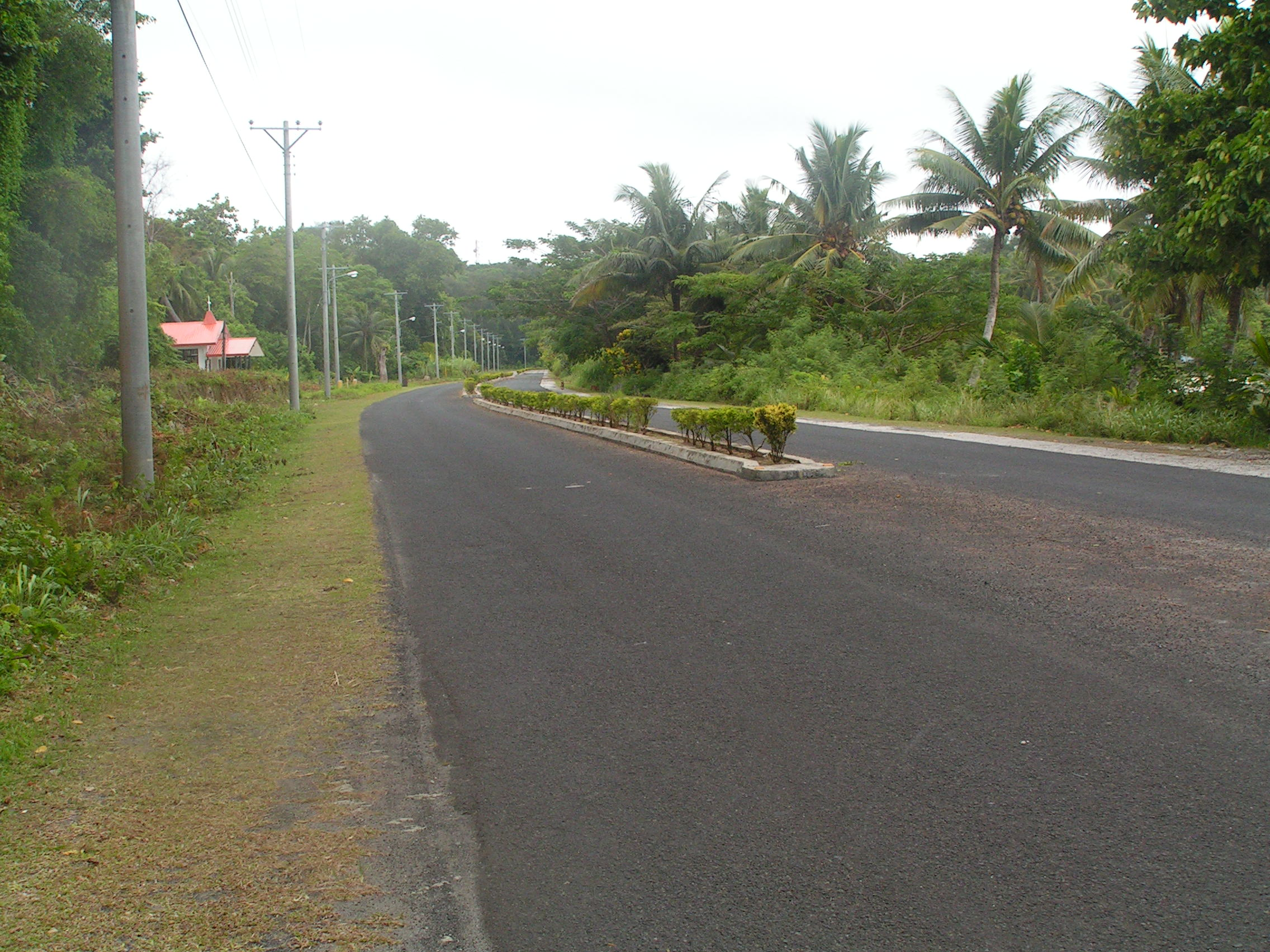
Hoofdstraat van Peleliu

In het zuidwesten van het Peleliueiland — Lademisang is het dichtstbijzijnde gehuchtje — ligt de oude Japanse landingsbaan, die vandaag nog als luchthaven actief is en de langste en breedste landingsbaan van het land is. De enige lijnmaatschappij die de luchthaven aandoet is Belau Air, de enige actieve Palause luchtvaartmaatschappij, die het eiland verbindt met Angaur en Koror, vluchten die met een Britten-Norman Islander uit 1989, voor negen passagiers, worden uitgevoerd. De internationale luchthaven in Koror is internationaal verbonden met Australië, de Filipijnen, Guam en Micronesia.
Er zijn regelmatige scheepvaartverbindingen met Angaur en Koror, en er is op Peleliu een kleine jachthaven.
Eilanden: Ngabad · Ngaregeu · Ngergol · Ngesebus · Ngurungor · Peleliu · Ruriid

Plaatsen: Imelechol · Kloulklubed · Koska · Lademisang · Ongeuidel
Aimeliik · Airai · Angaur · Hatohobei · Kayangel · Koror · Melekeok · Ngaraard · Ngarchelong · Ngardmau · Ngatpang · Ngchesar · Ngeremlengui · Ngiwal · Peleliu · Sonsorol